# Pla E

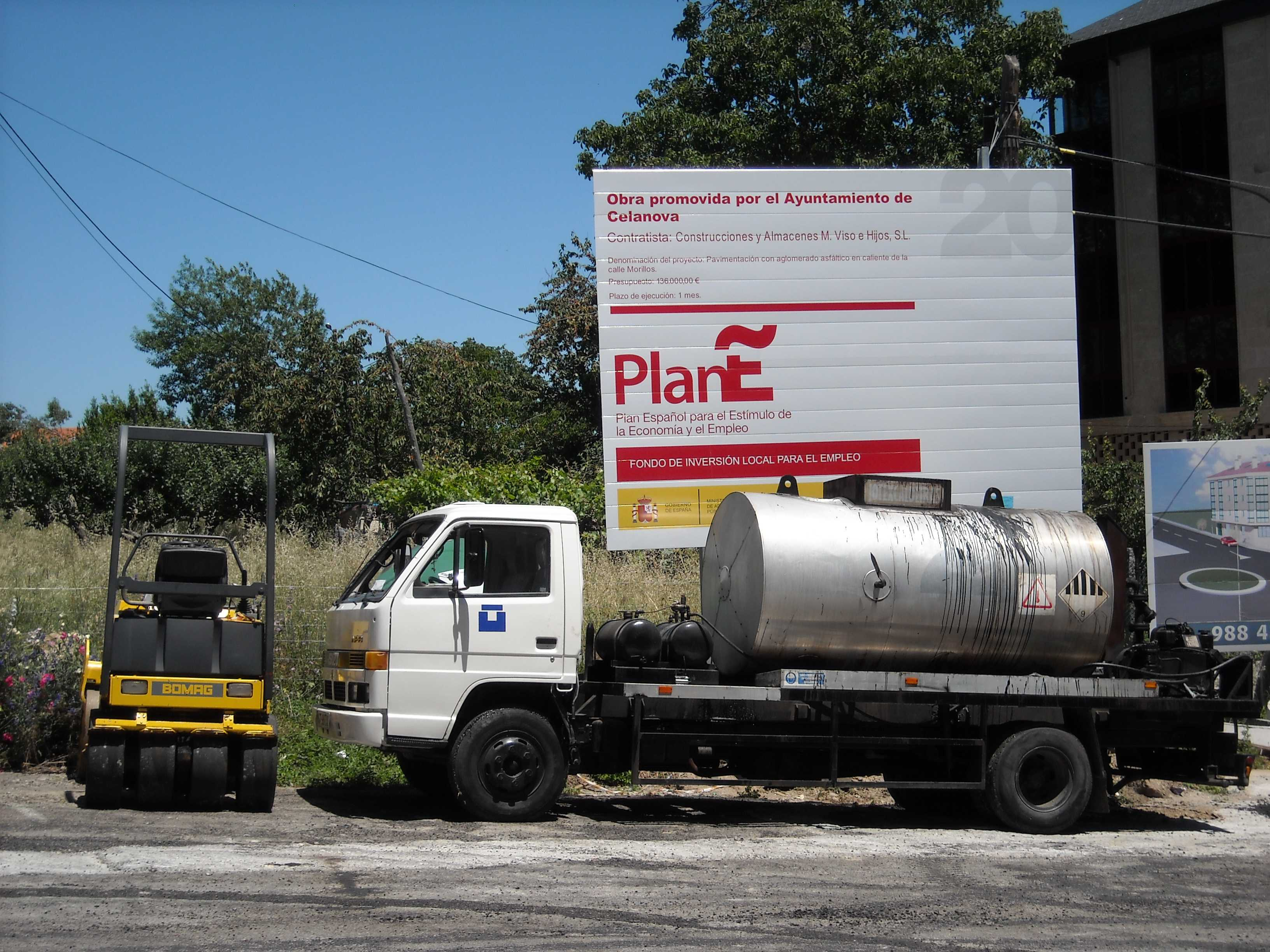
Cartell del Fons Estatal d'Inversió Local en el municipi gallec de Celanova (Ourense), en el qual s'anuncia la pavimentació d'un carrer.

El Pla Espanyol per a l'Estímul de l'Economia i l'Ocupació (oficialment i en castellà, Plan Español para el Estímulo de la Economía y el Empleo) o, en la seva forma abreujada, Pla E (Plan E), va ser un conjunt de més d'un centenar de mesures de política econòmica plantejades pel Govern de José Luis Rodríguez Zapatero el gener de 2009 i desenvolupades al llarg de la IX legislatura. El seu objectiu va ser impulsar l'activitat econòmica del país, mobilitzant grans quantitats de diners públics per fer front a la crisi econòmica originada després de la bombolla immobiliària i financera global en 2007.
El Pla I constava de quatre eixos d'actuació principals: mesures de suport a empreses i famílies; de foment de l'ocupació; mesures financeres i pressupostàries; i, finalment, mesures de modernització de l'economia.
La primera part del pla I va injectar 7.836 milions d'euros, i la segona fins a 5000 més. Aquests fons van ser repartits entre les diferents administracions, sent els ajuntaments les institucions que decidien en quines obres públiques s'invertiria aquests diners. A aquestes actuacions van seguir unes altres, que en total van elevar el muntant del Pla E a més de 50.000 milions d'euros.
Davant la continuïtat de la crisi i l'augment de l'atur, aquest pla va ser perllongat amb el nom de Pla d'Economia Sostenible (Fons estatal per a l'ocupació i la sostenibilitat local). Les mesures del pla no van arribar a reactivar l'economia tant com es pretenia, encara que és difícil valorar quina hagués estat la seva evolució de no haver-se aplicat el Pla.
Partides de despesa pública com el Pla i altres similars van contribuir al fet que el deute de l'estat creixés de manera exponencial en un període molt curt de temps (unit a la reducció d'ingressos de l'Estat), la qual cosa va ser el detonant de la crisi de deute sobirà que va sofrir Espanya posteriorment.